# Războiul Z (roman)
Războiul Z (titlu original World War Z: An Oral History of the Zombie War) este un roman de groază apocaliptic de Max Brooks, publicat de editura Crown în septembrie 2006. Acesta este o continuare neoficială a cărții sale din 2003, Ghid de supraviețuire printre Zombi.
Cartea relatează o mulțime interviuri ale martorilor din întreaga lume care au supraviețuit peste una dintre cele mai mari dezastre din istoria omenirii. La zece ani de la victoria celor vii asupra celor morți (Zombi), se descriu poveștile lor de supraviețuire, fiecare dintre care este asociată cu pierderea celor dragi lor. Toate aceste mărturii sunt colectate de reprezentanți ai ONU, care au ca scop, crearea unui raport care ar oferi o imagine mai completă a evenimentelor și pentru a le preveni în viitor.
Un film bazat pe carte a avut premiera la Londra pe 2 iunie 2013.

## Desfășurare
Poveștile oamenilor adunate din întreaga lume, descriu toate fazele desfășurării/confruntării de la primele cazuri raportate în China, până la victoria finală, judecând după istoria descrisă în carte, peste treisprezece ani. Evenimentele descrise implică multe țări: Statele Unite, Marea Britanie, Franța, Japonia, China, Rusia, Ucraina, Coreea de Nord și Coreea de Sud, Cuba, Finlanda, India, Pakistan, Iran și alte regiuni ale lumii, precum și Stația Spațială Internațională și un submarin nuclear al Chinei.
Pandemia nu a fost spontană, de la primele cazuri înainte de așa-numita „Mare Panică” au trecut mai multe luni. Numele original al epidemiei, Turbare africană, a fost cauzată de faptul că prima mențiune în mass-media internaționale cu privire la boala necunoscută a parvenit de la Cape Town, Africa de Sud. China pentru a ascunde semnele epidemiei a provocat un conflict militar cu Republica Chineză (Taiwan).
Așa-numitul pacient Numărul 0 a fost un băiat chinez care a fost examinat de către Dr. Kwan Jingsheng. Potrivit lui, guvernul chinez știa deja despre boala necunoscută, pentru că după prezentarea rapoartelor cu privire la acest caz, în mai puțin de o oră, la locul expertizei au ajuns elicopterele brigăzii protecție biologică, indicând la disponibilitatea mare a armatei.
Una dintre primele țări a căror conducere a realizat catastrofa viitoare, a fost Israelul. Evenimente legate de regiunea din Orientul Mijlociu, sunt descrise de Kader Saladin, profesor de urbanism din Betleem, Palestina. Despre politica Israelului de auto-izolare și retragere unilaterală din teritoriile disputate din Cisiordania el a aflat în timp ce se afla în Kuweit. În trecut el împreună cu familia sa s-au refugiat din Palestina. Israel a evacuat din întreaga lume toți oamenii care au fost considerați evrei sau au avut rădăcini evreiești. Familia sa a fugit din Palestina, în timpul războiului din 1967 și a avut posibilitate să se întoarcă în Israel. În zilele când Kader nu înțelegea evenimentele "curente", a crezut că Israelul pur și simplu capitulează în fața "lumii arabe" el se bucură sincer, dar tatăl său, care a lucrat ca agent de pază la spital și a văzut primul infectat, aproape sub amenințarea morții, l-a forțat să plece. Numai din cauza aceasta Kader a supraviețuit. Israel a fost țara cel mai puțin afectată de epidemie.
Pentru restul omenirii a fost prea târziu pentru a lua măsuri de protecție. O mare parte din Statele Unite, cu excepția pe Coastei de Vest, a fost depășită de zombi. Supraviețuitorii s-au salvat în Munții Stâncoși, care era o barieră naturală pentru infecție. Între Pakistan și Iran, a izbucnit un războiul nuclear, care a avut urmări teribile pentru mediul și clima întregii planete. Emisiile mari de substanțe radioactive au contribuit la contaminarea întregii Asii de Sud și a condus la o scădere a temperaturii medii globale. Ca rezultat al acesteia iernile au devenit mai lungi și mai reci.
De asemenea, s-au înregistrat dispariții în Coreea de Nord. Nimeni nu știe unde sunt cei 23 de milioane de oameni, dar odată cu începutul epidemiei sateliții informaționali au înregistrat o continuu scădere a activității în orașe, deși nu au existat semne de infecție. Poate că toți oamenii au fost evacuați sub pământ, dar nimeni nu știe ce sa întâmplat cu ei. Posibil sunt infectați, dar nimeni nu a încercat să exploreze zona, cele mai multe sisteme de protecție militare sunt automate și nu permit acest studiu.
Singura țară care a beneficiat de haosul din lume, sa dovedit a fi Cuba. Datorită locației pe insulă, acesta a menținut o stare în condiții de siguranță. Infectații fiind distruși imediat. În țară a ajuns un număr mare de refugiați, mai ales cubanezi, care au fugit anterior în Statele Unite, precum și mulți americani și vest-europeni. Toate aceste persoane au fost reținute inițial în tabere speciale, dar în cele din urmă s-au alăturat celorlalți și au început să influențeze politica din țară, contribuind la tranziția spre economia de piață. Ulterior, aceasta a dus la dominația economică a Cubei în lume.
Rusia este descrisă cu câteva cuvinte de către Maria Juganova și tatăl acesteia Serghei Rîjkov din Siberia. După război, Rusia este un stat teocratic totalitar și revine la imperiu, absoarbe Belarusul și plănuiește să preia Ucraina. În timpul "Marii panici" în țară are loc un război civil, există numeroase rebeliuni. Se folosesc chiar și armele învechite, cum ar fi tancuri T-34 și mitraliere PPȘ.
După opt ani de pandemie și o oarecare stabilizare, rămășițe comunității internaționale decide să meargă la ofensivă, care durează aproximativ cinci ani. Ca urmare, SUA rămâne o democrație, regimul comunist din China este răsturnat și devine federație, Uniunea Europeană devine un stat unic. ONU a inclus doar 72 de țări, din cauza devastării complete a multor foste țări. În întreaga lume au loc verificări permanente, deoarece zombii pot exista sub apă. Se estimează că în lacuri, mări și oceane continuă să existe zeci de milioane de zombi. Dar, în ciuda acestui fapt, omenirea a prevalat.

### Cuprins
| - Introducere - Avertismente - Vinovăție - Marea Panică - Când s-a întors foaia | - SUA: Frontul de acasă - În jurul și deasupra lumii - Război total - Rămas-bun |

## Scrierea romanului
Planul lui Brooks a fost ca Războiul Z să urmeze „legile” stabilite în lucrarea sa anterioară Ghid de supraviețuire printre Zombi (2003), explicând că ghidul e posibil să existe în universul fictiv al romanului. Zombi prezentați în ghid sunt trupuri umane reanimate de un virus incurabil, golite de inteligență și dornice doar să consume hrană vie, ele putând fi ucise doar prin distrugerea creierului. Descompunerea are loc în cazul lor, dar procesul este mult mai îndelungat decât în cazul unui corp neinfectat și este aproape oprit de îngheț. Deși nu obosesc și sunt la fel de puternici ca oamenii pe care-i infectează, zombii se mișcă încet și nu sunt capabili să-și plănuiască atacurile sau să colaboreze. Ei își trădează prezența prin gemete

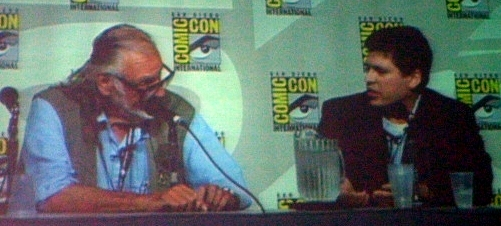
Max Brooks (dreapta) cu George Romero

Brooks pretinde că s-a inspirat în scrierea romanului din cartea "The Good War": An Oral History of World War Two (1984) de Studs Terkel, declarând: „[Cartea lui Terkel este] o istorie orală a celui de-Al Doilea Război Mondial. Am citit-o în adolescență și mi-a rămas în minte de atunci. Când am început să scriu Războiul Z, am vrut să sune ca o colecie de istorii orale”. Brooks l-a menționat printre influențe și pe renumitul regizor al filmelor cu zombi George A. Romero, criticând filmele seriei Întoarcerea morților vii: „I-au caricaturizat pe zombi, transformându-i în ființe prostuțe, de divertisment. Le-au făcut morților vii același lucru pe care serialul de televiziune Batman l-a făcut filmului Cavalerul negru.”. Brooks a făcut în cadrul romanului câteva aluzii la alte opere, printre care se numără franciza cu roboți extratereștri Transformers.
Brooks s-a documentat serios pentru roman, tehnologia, politica, economia, cultura și tactica militară prezentate în roman bazându-se pe o serie de cărți de specialitate și discuții purtate cu experți în domeniu. Brooks a declarat că statisticile despre armele de foc se bazează pe datele furnizate de Armata SUA.

## Teme

### Comentariile sociale
Criticii au observat că Brooks a folosit Războiul Z ca să critice incompetența guvernului, corupția generalizată și îngustimea de vederi a oamenilor. Într-un pasaj din carte este vorba despre un refgiat palestinian din Kuwait care refuză să creadă că morții revin la viață, considerând asta o păcăleală israeliană.
Brooks condamnă și birocrația prezentând personaje care încearcă să justifice minciunile legate de amenințarea zombilor prin evitarea panicării populației, dar, în paralel, vând „panacee” care n-au niciun efect. El a criticat și izolaționismul american:
„Îmi iubesc țara suficient de mult încât să admit că una dintre tarele noastre o constituie izolaționismul. Am vrut să combat asta în Războiul Z și să le ofer concetățenilor mei posibilitatea de a arunca o privire asupra situației politice și culturale din alte țări. Da, în Războiul Z există națiuni care ies învingătoare și națiuni care pierd, dar nu la fel se întâmplă și în realitate? Am vrut să-mi bazez poveștile pe acțiuni istorice ale țărilor în cauză și dacă am jignit pe cineva cu asta, atunci poate că respectivii ar trebui să re-examineze istoria propriilor țări.”

### Survivalismul
Survivalismul și pregătirea pentru dezastre sunt alte teme prezente în roman. Câteva interviuri, în special cele din Statele Unite, se axează pe schimbările de politică al căror scop este pregătirea supraviețuitorilor pentru a lupta împotriva zombilor și pentru a reclădi națiunea. De exemplu, când orașele sunt transformate pentru a deveni cât mai eficiente în lupta împotriva zombilor, un instalator poate ajunge să aibă un statut superior unui director executiv, iar când bogații se retrag în locuințele pe care le-au transformat în zone fortificate, sunt atacați și măcelăriți de cei din categoriile defavorizate. De-a lungul romanului, prsonajele prezintă calitățile fizice și mentale necesare supraviețuirii în cazul unui dezastru. Brooks a afirmat că americanilor le place genul de opere cu zombi pentru că sunt convinși că pot supraviețui în orice condiții dacă au la îndemână talentul și uneltele necesare.

### Teama și incertitudinea
Brooks consideră că tema centrală a genului zombi o constituie incertitudinea și crede că zombii le permit oamenilor să înfrunte propria lor temere legată de sfârșitul lumii. El și-a descris teama profundă de zombi:
„Mă sperie mai mult decât orice altă creatură fictivă pentru că ies din orice tipar. În cazul vârcolacilor, vampirilor, mumiilor și rechinilor gigantici trebuie să-i cauți, iar eu cred că, dacă mergi să-i cauți, e problema ta. Dar zombi te caută ei pe tine. Ei nu acționează ca un prădător, ci asemenea unui virus și asta constituie elementul de bază al fricii mele. Un prădător este inteligent prin natura sa și conștient că nu trebuie să-și extermine tot vânatul, în timp ce un virus se răspândește fără oprire, infectând și consumând, indiferent de rezultat.”
Acest mod irațional de acțiune are de-a face cu contextul în care a scris Brooks, care a declarat că „trăim vremuri iraționale”, pline de suferință umană și lipsite de rațiune sau logică. Întrebat despre comparația pe care o poate face între teroriști și zombi, Brooks a spus:
„Când vine vorba despre zombi, mă sperie lipsa gândirii raționale, ideea că nu există cale de mijloc, nu e loc pentru negocieri. Asta m-a înfricoșat întotdeauna. Sigur că asta se poate aplica și în cazul teroriștilor, dar la fel este și cazul uraganelor, a unei epidemii de gripă sau a riscului cutremurelor cu care am crescut în Los Angeles. Orice tip de extremism irațional mă sperie, iar vremurile pe care le trăim sunt destul de extreme.”

## Opinii critice

Coperta romanului World War Z, (Crown Publishing Group)

Recenziile romanului au fost în general pozitive. Gilbert Cruz de la Entertainment Weekly i-a acordat romanului calificativul "A", descriindu-l ca „o istorie orală citibilă, care creează dependență”. Steven H. Silver a identificat punctul forte al lui Brooks ca fiind focalizarea pe aspectul internațional și a apreciat abilitatea autorului de a evalua corect efortul necesar pentru a combate ofensiva mondială a zombilor. Singura lui nemulțumire a fost legată de capitolul "Rămas-bun", în care personajele au ocazia să spună un cuvânt de încheiere, deoarece considera că nu era foarte clar cine erau acestea. The Eagle a descris cartea ca fiind „diferită de alte povești cu zombi”, deoarece este „suficient de înspăimântătoare pentru majoritatea cititorilor, dar nu într-un stil plin de sânge și mațe”. Keith Phipps de la The Onion a afirmat că formatul romanului face dificilă crearea unor puncte culminante, dar a găsit atractive episoadele individuale. Patrick Daily de la Chicago Reader a spus că romanul transcende „prosteala” din The Zombie Survival Guide „pătrunzând în aspectele mai profunde ale condiției umane”.
Ron Currie Jr. a desemnat Războiul Z ca unul dintre romanele sale apocalitice preferate și l-a lăudat pe Brooks pentru modul în care a arătat „înțelegerea tacită dintre scriitor și cititor, esențială succesului poveștilor despre sfârșitul lumii ... [în care ambii] sunt de acord să pretindă că nu este ficțiune și că, de fapt, îngrozitoarea poveste a războiului dintre oameni și zombi se bazează pe realitate”. Drew Taylor de la Fairfield County Weekly a fost de părere că Războiul Z i-a făcut pe zombi mai populari în societate.
Ediția cartonată a Războiului Z a stat patru săptămâni în lista celor mai bine vândute cărți realizată de New York Times, urcând până pe locul nouă. Conform Publishers Weekly, până în luna noiembrie a anului 2011, Războiul Z s-a vândut într-un milion de exemplare în toate formatele.

## Adaptări
Random House a lansat în 2007 o carte audio în regia lui John Mc Elroy și produsă de Dan Zitt. Această versiune prescurtată a cărții este lecturată de Brooks, dar rolurile personajelor intervievate sunt interpretate de actori. Pe 14 mai 2013, Random House Audio a lansat o carte audio cu o durată mai mare, intitulată World War Z: The Complete Edition (Movie Tie-in Edition): An Oral History of the Zombie War. Ea conține versiunea anterioară și înregistrări ale segmentelor lipsă. O ediție conținând doar materialul nou a fost lansată simultan sub titlul World War Z: The Lost Files: A Companion to the Abridged Edition.
În iunie 2006, drepturile de ecranizare ale romanului au fost achiziționate de Paramount Studios, filmul urmând a fi produs de compania lui Brad Pitt, Plan B Entertainment. Scenariul a fost scris de J. Michael Straczynski, regia i-a fost încredințată lui Marc Forster, iar Pitt a fost desemnat să interpreteze rolul principal, cel al angajatului Națiunilor Unite Gerry Lane. Deși a fost cel care a obținut undă-verde pentru realizarea filmului, scenariul lui Straczynski a fost dat deoparte și producția - care trebuia să înceapă în 2009 - a fost amânată până a fost complet rescris de Matthew Michael Carnahan. Astfel, filmul a fost adus în prezent, fiind lăsate deoparte o serie de elemente din carte cu scopul realizării unui film de acțiune. Într-un interviu din 2012, Brooks pretindea că filmul nu mai avea în comun cu romanul decât titlul. În aprilie 2010, Paramount Studios și-a reînnoit opțiunea pentru drepturile de exranizare, iar fimlările au început la mijlocul lui 2011, lansarea produsului finit având loc în iunie 2013. Flimul are planificate două continuări.

## Traduceri în limba română
Cartea a fost publicată de editura Trei în colecția "Epsilon". Ea a fost lansată cu două coperți diferite, una dintre ele similară formatului seriei, cealaltă conținând o reclamă a filmului Ziua Z: Apocalipsa. Ambele versiuni au același număr de pagini și ISBN.
- 2012 - Războiul Z, ed. Trei, colecția "Epsilon", traducere Bogdan Perdivară, 448 pag., ISBN 978-973-707-677-9